# Terrorisme en 2006
Chronologie du terrorisme
- 2002
- 2003
- 2004
- 2005
- 2006
- 2007
- 2008
- 2009
- 2010

2751 attaques terroristes ont eu lieu à travers le monde dont 136 attentats-suicides ont eu lieu en Afghanistan et dans les zones tribales du Pakistan, entraînant la mort de 9 362 personnes.

## Événements

### Janvier
- 5 janvier, Irak : une série d'attentats-suicides à Karbala et Ramadi fait 120 morts et 160 blessés[2].

### Mars
- 7 mars, Inde : une série d'attentats à la bombe à Varanasi fait 20 morts et 60 blessés[3].

### Avril
- 7 avril, Irak : un triple attentat-suicide près d'une mosquée chiite à Bagdad fait 85 morts et 160 blessés[4].
- 11 avril, Pakistan : un attentat-suicide à Karachi fait 57 morts et 80 blessés[5].
- 24 avril, Égypte : un triple attentat à Dahab en Égypte fait vingt-quatre morts et quatre-vingt-cinq blessés[6]. (voir l'article Attentats du 24 avril 2006 à Dahab pour plus de détails)

### Mai
- 16 mai, Russie : le procès de Nourpachi Koulaev, unique terroriste survivant de la prise d'otages de Beslan, en septembre 2004, commence[7].
- 26 mai, Russie : Nourpachi Koulaevest condamné à mort. Toutefois, compte tenu du moratoire sur la peine de mort ordonné en 1999, sa peine est commuée en prison à vie[7].

### Juin
- 15 juin, Sri Lanka : un attentat attribué aux Tigres Tamouls fait soixante-quatre morts au Sri Lanka[réf. obsolète].

### Juillet
- 9 juillet, Irak : un attentat à la voiture piégée à Bagdad fait 40 morts[8].
- 11 juillet, Inde : une série d'attentats dans les transports ferroviaires de Bombay — sept explosions dans différents trains — font cent quatre-vingt-trois morts[9]. (voir l'article Attentats de Bombay du 11 juillet 2006 pour plus de détails)
- 17 juillet, Irak : une attaque au mortier contre un marché à Mahmoudiyah fait 48 morts et 60 blessés[10].
- 18 juillet, Irak : un attentat à la voiture piégée à Koufa fait 53 morts et 103 blessés[11].

### Août
- 4 août, Afghanistan : un attentat à la voiture piégée à Kandahar fait 21 morts[12].
- 20 août, Irak : des hommes armés tirent sur des pèlerins chiites à Kadhimiya faisant 20 morts et 300 blessés[13].

### Septembre
- 8 septembre, Inde : une série d'attentats à la bombe à Malegaon fait 37 morts et 125 blessés[14].

### Octobre
- 16 octobre, Sri Lanka : un attentat au camion piégé contre un convoi de l'armée au Sri Lanka, non revendiqué par les Tigres Tamouls, provoque la mort d'au moins quatre-vingt-douze personnes[réf. obsolète].

### Novembre
- 23 novembre, Irak : une série d'attentats à la bombe à Bagdad fait 202 morts et 250 blessés[15].

### Décembre
- 30 décembre, Espagne : attentat à la voiture piégée à l'aéroport Barajas de Madrid faisant 2 morts et 52 blessés, perpétré par le groupe terroriste basque ETA[réf. nécessaire].
- 31 décembre,Thaïlande : un attentat à Bangkok en Thaïlande faisant deux morts[réf. obsolète].